# Take My Breath Away
"Take My Breath Away" är en sång komponerad av Giorgio Moroder och Tom Whitlock för filmen Top Gun och framförd av Berlin. Sången vann Oscar för bästa sång samt Golden Globe för bästa sång. Singeln nådde förstaplatsen på Billboard Hot 100 och UK Singles Chart. I Sverige erövrade singeln Sverigetopplistans andra plats.
Musikvideon varvar korta filmklipp från Top Gun med Berlin-sångerskan Terri Nunn som framför sången.

## Låtlista
Maxisingel
1. "Take My Breath Away" – 4:13
2. "Radar Radio" Giorgio Moroder featuring Joe Pizzulo – 3:40

UK release
1. "Take My Breath Away" – 4:13
2. "Danger Zone" av Kenny Loggins – 3:36

## Jessica Simpsons version
Jessica Simpson släppte 2004 en cover på "Take My Breath Away". Den utgör tredje singeln från albumet In This Skin. I musikvideon ser man sångerskan framföra en bil på en öde väg samt röra sig i ett kargt landskap.

## Låtlista

### CD-singel
1. "Take My Breath Away"
2. "Fly"

### CD-singel (Australien)
1. "Take My Breath Away"
2. "With You" [Acoustic Version]
3. "Take My Breath Away" [Eddie Baez Late Night Club Mix]
4. "Take My Breath Away" [Passengerz Hourglass Mix]
5. "Take My Breath Away" [Video]

### Promo-CD-singel (Brasilien)
1. "Take My Breath Away"
2. "Take My Breath Away" [Eddie Baez Late Night Club Mix]
3. "Take My Breath Away" [Eddie Baez Late Night Dub Mix]
4. "Take My Breath Away" [Passengerz Hourglass Mix]

### Remixar och andra versioner
- "Take My Breath Away" [Album Version]
- "Take My Breath Away" [Eddie Baez Night Dub Mix]
- "Take My Breath Away" [Orangefuzzz Club Mix]
- "Take My Breath Away" [Passengerz Hourglass Mix]
- "Take My Breath Away" [Eddie Baez Late Night Club Mix]